# Jardín Botánico de Toledo

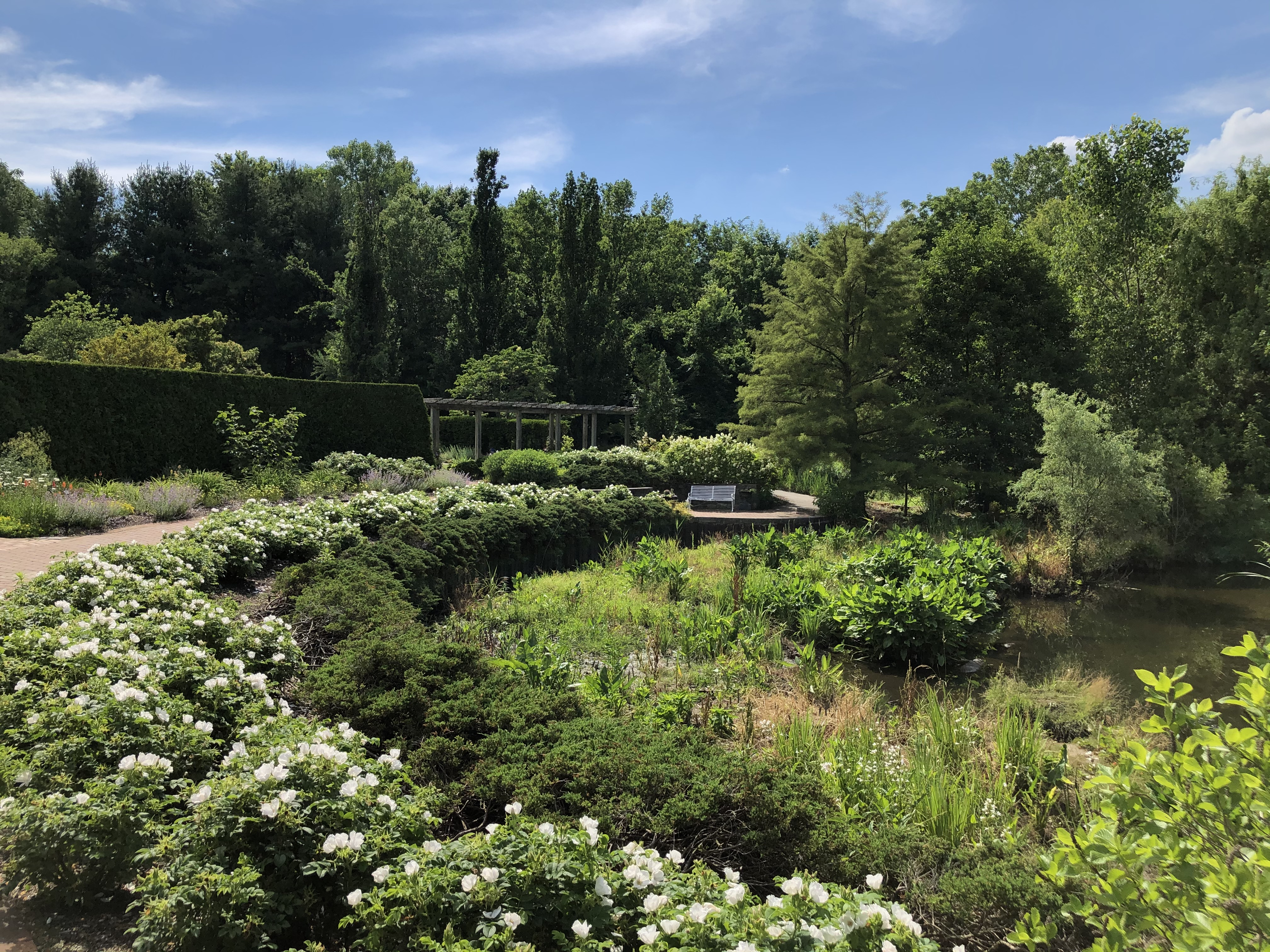
Jardín Botánico de Toledo

El Jardín Botánico de Toledo en inglés : Toledo Botanical Garden es un jardín botánico de 20 hectáreas (50 acres) de extensión, ubicado en Toledo, Ohio y administrado por el "Metroparks of the Toledo Area". Se encuentra encuadrado en el North American Plant Collections Consortium . Su código de identificación internacional es CRTOL.

## Localización
Toledo Botanical Garden
5403 Elmer Drive, Toledo, Ohio, Ohio 43615 EE. UU.

## Historia
El jardín botánico de Toledo fue creado en 1967, que inicialmente constaba de 20 acres donados por George P. Crosby a la ciudad de Toledo, actualmente consta de más de 50 acres.
Los acontecimientos notables que aquí se celebran, incluyen el "festival Crosby de las artes", que tiene lugar a finales de junio; y celebraciones ocasionales, de los numerosos gremios artísticos residentes en la ciudad. 

## Colecciones
Las plantas que en este jardín se exhiben pertenecen en su mayoría a las familias botánicas de las Aceraceae, Amaryllidaceae, Compositae, Cornaceae, Ericaceae, Liliaceae, Pinaceae, Rosaceae, 
Expuestas en los jardines :
- Susan H. LeCron Shade Garden (Incluye una notable colección de Hosta con 18 taxones)
- Jardín Pionero
- Jardín de hierbas
- Rosaleda
- Jardín de plantas perennes
- Jardín verde
- Colección de Hemerocallis con 114 taxones,
- Colección de Rhododendron (Azalea) con 158 taxones.